# Carles Frederic I de Saxònia-Weimar-Eisenach
Carles Frederic I de Saxònia-Weimar-Eisenach (Weimar, 1783 - 1853). Gran duc de Saxònia-Weimar-Eisenach des de l'any 1828 fins a la seva mort.
Nascut a la ciutat de Weimar, capital del ducat de Saxònia-Weimar-Eisenach, el dia 2 de febrer de l'any 1783, essent fill del gran duc Carles August de Saxònia-Weimar-Eisenach i de la landgravina Lluïsa de Hessen-Darmstadt. Per via paterna era net del duc Ernest August II de Saxònia-Weimar-Eisenach i de la duquessa Anna Amàlia de Brunswick-Wolfenbüttel, i per via matera era net del landgravi Lluís IX de Hessen-Darmstadt i de la princesa Carolina de Zweibrucken-Birkenfeld.
El 4 d'agost de l'any 1804 contragué matrimoni a Sant Petersburg amb la gran duquessa Maria de Rússia, filla del tsar Pau I de Rússia i de la princesa Sofia de Württemberg. La parella tingué tres fills:
- SAR la princesa Maria Lluïsa de Saxònia-Weimar-Eisenach nascuda a Weimar el 1808 i morta a Potsdam el 1877. Es casà amb el príncep Carles de Prússia.

- SAR la princesa Augusta de Saxònia-Weimar-Eisenach nascuda el 1811 a Weimar i morta a Berlín el 1890. Es casà amb el kàiser Guillem I de Prússia.

- SAR el gran duc Carles Alexandre I de Saxònia-Weimar-Eisenach nascut a Weimar el 1818 i mort el 1901 a la capital del gran ducat. Es casà amb la princesa Sofia dels Països Baixos.

A la mort del seu pare, Carles Frederic fou capaç de donar continuïtat a l'esplendor cultural de la ciutat de Weimar, la qual cosa permeté que continués essent una de les capitals culturals d'Europa.